# Antonio Croci (Komponist)
Antonio Croci (* um 1610 in Modena; † nach 1642 in Bologna) war ein italienischer Komponist des Frühbarock.

## Leben und Wirken
Fra Antonio Croci  trat schon in jungen Jahren in den Orden der Franziskaner-Minoriten (OMinConv) in Bologna bei. Etwa 1633 wurde er Organist des Klosters San Francesco in Bologna, der heutigen Basilika San Francesco. Um 1642 war er Kapellmeister an der Kirche Santo Felice in Bologna. 
Mehrere Sammlungen Crocis wurden gedruckt, darunter die „Misse e Salmi concertati“ (Venedig, 1633) und die „Frutti musicale de tre messe ecclesiastice per rispondere alternatamente al coro“ (Venedig, 1642), außerdem schuf er  mehrere Werke für Orgel. Er verfasste das theoretische Werk „Geminato Compendio overo duplicata guida altretanto curiosa quanto necessaria per giungere facilmente alla perfettione del canto Piano over Fermo“ (Venedig, 1642).